# Rodada Uruguai

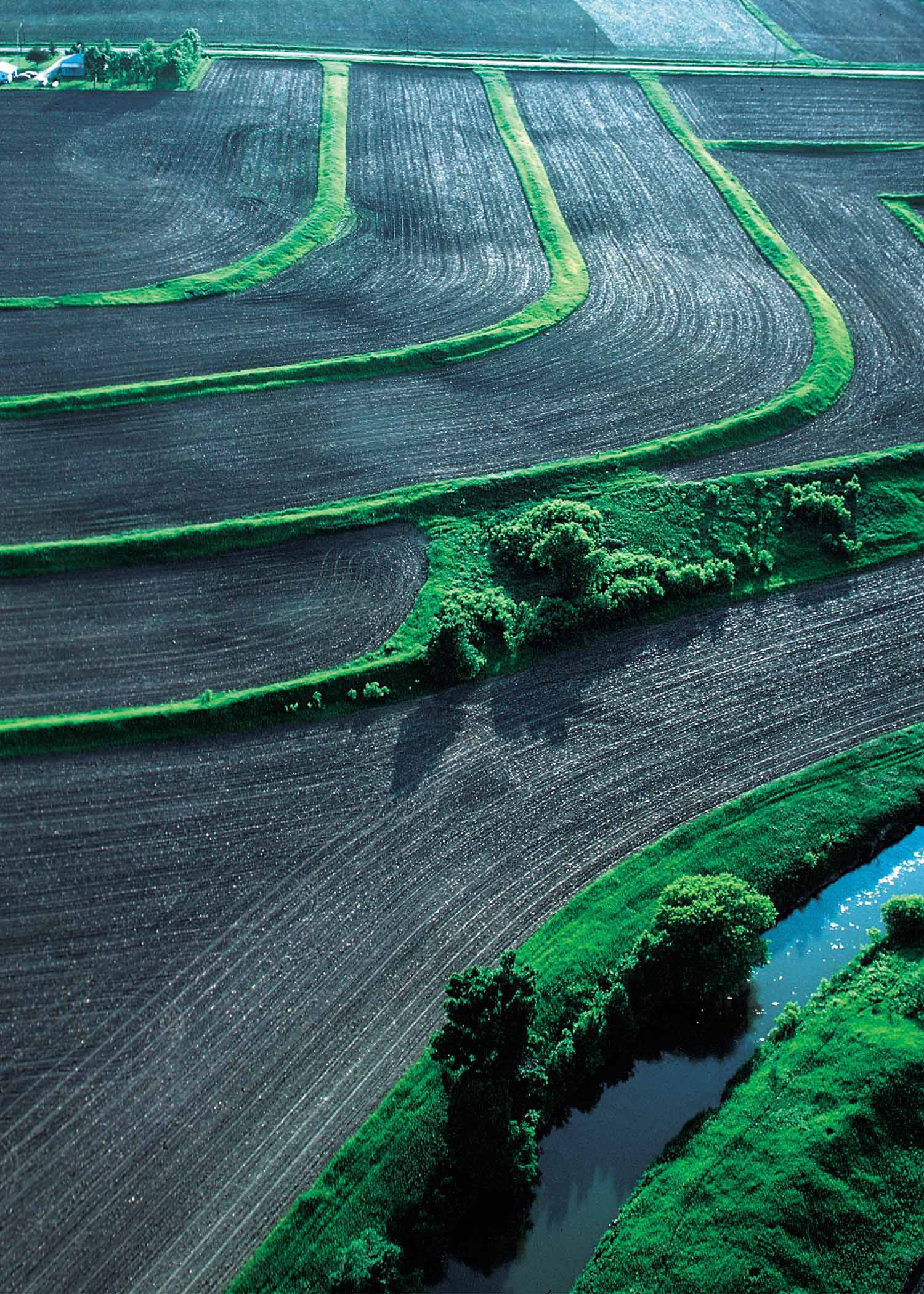
O setor agrícola foi um dos principais temas da Rodada do Uruguai.

A Rodada Uruguai ou Ronda Uruguai foi iniciada em setembro de 1986 e durou até abril de 1994. Baseada no encontro ministerial de Genebra do GATT (1982), foi lançada em Punta del Este, no Uruguai, seguido por negociações em Montreal, Genebra, Bruxelas, Washington e Tóquio. A rodada culminou com a criação da Organização Mundial do Comércio (OMC) e incorporação do Acordo Geral de Tarifas e Comércio (conhecido como GATT) em sua estrutura, entre outros acordos.

## Temas
Uma das principais metas da Rodada Uruguai foi a de reduzir os subsídios agrícolas. Houve muita discordância entre União Europeia e Estados Unidos, que foi apoiado pelo Grupo de Cairns, composto por catorze países. Entre eles estavam Argentina, Austrália e Brasil.

## Consequências
A Rodada Uruguai foi chamada de "maior acordo comercial da História" principalmente pelo Acordo sobre Agricultura, que institui um marco jurídico-institucional para o projeto de reforma de longo prazo do comércio agrícola e das políticas internas que os países signatários desejavam levar a cabo nos anos seguintes .